# William Haselden Ellerbe
William Haselden Ellerbe, född 7 april 1862 i Marion i South Carolina, död 2 juni 1899 i Marion County i South Carolina, var en amerikansk demokratisk politiker. Han var South Carolinas guvernör från 1897 fram till sin död.
Ellerbe studerade vid Wofford College och Vanderbilt University. Därefter var han verksam som plantageägare och affärsman. År 1897 tillträdde han som South Carolinas guvernör.
Guvernör Ellerbe avled 1899 i ämbetet i Marion County i South Carolina och gravsattes i Latta.